# Laurent Mekies
Laurent Philippe Mekies, né le 28 avril 1977 à Tours (Indre-et-Loire), est un ingénieur français, actuellement directeur de l'écurie de Formule 1 Red Bull Racing.

## Biographie
Laurent Mekies est diplômé de l'université de Loughborough après avoir obtenu une maîtrise de l'école supérieure des techniques aéronautiques et de construction automobile à Paris.
En 2000, il commence sa carrière en sport automobile chez Asiatech en Formule 3 avant d'arriver en Formule 1 au sein de l'écurie anglaise Arrows. Il rejoint ensuite l'écurie italienne Minardi en 2003. Lorsque l'équipe est rachetée par le fabricant autrichien de boissons énergisantes Red Bull et rebaptisée Scuderia Toro Rosso fin 2005, il est promu ingénieur en chef de l'équipe.
En 2014, il quitte l'équipe basée à Faenza pour rejoindre la FIA en tant que directeur de la sécurité puis directeur de course adjoint de la F1 en 2017.
Il rejoint la Scuderia Ferrari en septembre 2018 en tant que directeur sportif. Il est responsable du département Piste et Performance depuis 2019. En janvier 2021, il est nommé directeur adjoint et directeur de course de la Scuderia Ferrari. 
En 2024, il devient directeur de l'écurie Racing Bulls. En juillet 2025, il est promu directeur de l'écurie Red Bull Racing, avec effet immédiat, en remplacement de Christian Horner.